# H.O. Hansen
Hans Olaf Hansen (født 25. oktober 1886 i Oreby, død 10. maj 1940 på Frederiksberg) var en dansk tobakshandler og politiker. Han repræsenterede Erhvervspartiet i Folketinget fra 1920 til 1922 og Det frisindedede Landsparti fra 1922 til 1924.
Hansen blev født i Oreby ved Sakskøbing i 1886. Hans far var smedemester. Hansen gik på Sakskøbing Realskole og tog præliminæreksamen i 1892. Han blev tobakshandler på Frederiksberg i 1908. H.O. Hansen var næstformand i Cigar- og Tobakshandlerforeningen fra 1914 til 1916 og foreningens formand fra 1916 til 1919. Han var formand for Cigar- og Tobakshandlerforbundet fra 1919 til 1920, repræsentant for de københavnske detailhandlere i Kædehandelsudvalget og medlem af Tobakskommissionen af 1917.
I efteråret 1917 forhandlede han på vegne af Den københavnske Handelsforenings Fællesrepræsentation med De samvirkende Købmandsforretninger om oprettelse af et parti for handlende i byerne. Partiet blev Erhvervspartiet.
H.O. Hansen blev valgt til Folketinget for Erhvervspartiet ved folketingsvalget i april 1920 i Skanderborg Amtskreds og genvalgt i juli og september 1920. I 1922 tilsluttede han sig udbryderpartiet Det frisindede Landsparti i Folketinget. Han stillede ikke op ved folketingsvalget i 1924, men var kandidat for Venstre ved folketingsvalget i 1929.
Hansen døde 10. maj 1940 på Frederiksberg.